# بندر اوپازیلا
round 1}}
| مختصات = {{coord|23|37.002
بندر اوپازیلا (به لاتین: Bandar Upazila) یک سکونتگاه مسکونی در بنگلادش است که در ناحیه ناراین‌گنج واقع شده‌است.

## خصوصیات
بندر اوپازیلا ۵۵٫۸۴ کیلومترمربع مساحت و ۳۱۲٬۸۴۱ نفر جمعیت دارد.